# Витторф (коммуна)
Витторф (нем. Wittorf) — община в Германии, в земле Нижняя Саксония.
Входит в состав района Люнебург. Подчиняется управлению Бардовик. Население составляет 1475 человек (на 31 декабря 2010 года). Занимает площадь 11,99 км².